# Корейская мифология
Корейская мифология — совокупность легенд и преданий, которые с древних времен устно передавались от поколения к поколению на Корейском полуострове и были записаны уже в исторические времена.
Корейская мифология, в силу географического расположения, подвергалась значительному влиянию со стороны китайской и японской мифологий, а также со стороны традиций и верований островных тихоокеанских народов.
Большинство корейских мифов повествуют не о богах, а объясняют, например, происхождение мира, природные и социальные явления и тому подобное. Часто корейские мифы являются узко локализованными и касаются только конкретных поселений или родов.
Сюжеты и образы корейской мифологии часто использовали в своем творчестве художники разных времен.

## Мифология

### Сотворение мира
Представление о сотворении мира в разных частях полуострова были разными и часто сводились к сказочным повествованиям о создании того или иного конкретного объекта. Согласно одной из легенд, землю и водоёмы создали великаны по приказу своей повелительницы Халласан. Другой перевод говорит, что небесные светила являются земными детьми, которые в поисках спасения от Тигра сбежали на небо.
Одной из самых известных легенд о создании гор является предание о горе Амисан, которая расположена в северо-восточной части Южной Кореи. Эта легенда довольно популярна, её рассказывают туристам, которые оказываются возле горы. Верхняя часть горы раздвоена, что делает ее похожей на верблюда. Легенда говорит, что в древности гора имела обычный вид, а у ее подножия жила бедная крестьянка с сыном и дочерью, которые родились великанами. Однажды дети-великаны решили посоревноваться в силе и выносливости, а победитель получал право убить побеждённого. Согласно условиям соревнования мальчик должен был пробежать в стальных ботинках большое расстояние, а его сестра тем временем — возвести каменную стену вокруг горы Амисан. Когда девушка уже почти закончила работу, её позвала мать ужинать. В это время прибежал брат, который уже преодолел всю дистанцию. Увидев, что стена не готова, брат на правах победителя отрезал голову сестре, и мать сказала, что это из-за неё девушка не смогла вовремя завершить работу. Опозорившийся парень попытался вонзить меч себе в грудь, однако меч отскочил и полетел в сторону горы. Ударившись об гору, меч оставил впадину, которая придала горе форму верблюда.

### Мифы о правителях
Самыми многочисленными среди мифов об основателях есть родовые предания. Впрочем, центральное место среди подобных мифов занимает легенда о Тангуне — основателя корейского царства. 
Согласно этой легенде, Тангун был потомком царя небесного Хванина. У Хванина был сын Хванун, которому суждено жить на Земле. Последний с тремя тысячами последователей спустился на гору Пэктусан, где основал божественный город Синси. Потом он придумал законы и начал обучать людей разным ремеслам, сельскому хозяйству и медицине.
В это время в пещере Тигр и Медведица молились Хвануну, умоляя дать им человеческий облик. Услышав их молитвы, Хванун дал им по 20 долек чеснока и стебельку полыни, наказав есть только эту еду и избегать солнечного света в течение 100 дней. За 20 дней Тигр нарушил обед и вышел из пещеры, Медведица же осталась и превратилась в женщину. Она продолжила молиться Хвануну, прося дать ей мужа. Хванун, вняв её молитвам, взял её в жены, после чего у них родился сын, которого назвали Тангун Вангом.
Тангун основал город Пхеньян и сделал его столицей своего королевства. Королевство получило название Чосон. Затем он перенес столицу в Асадаль на горе. За полторы тысячи лет столица была перенесена в Чанданген, а в возрасте 1908 лет Тангун окончательно сделал столицей Асадаль, после чего стал духом гор.

### Драконы
Под влиянием китайской культуры корейцы переняли любовь к драконам. Корейская мифология насчитывает огромное количество сказок и преданий об этих существах. Каждый из легендарных драконов имел особые черты, это зависело от места проживания. Корейские драконы, как и китайские, были положительными персонажами, в отличие от европейской традиции. Они помогали людям, боролись со злом. Кроме того, дракон был обязательным спутником каждого легендарного корейского правителя. Внешняя отличительная черта корейских драконов заключалась в том, что они не имели крыльев, но имели длинную бороду.

### Легенды о духах
Особое место в корейской мифологии занимают разнообразные духи. Согласно древнекорейским верованиям, всю вселенную заполняют боги и духи, над которыми властвует небесный царь Ханимим. Корейцы населяли духами всё, что их окружало: небо, звёзды, облака, моря, реки, леса, жильё, растения и животных. Самыми популярными были духи гор, с которыми часто ассоциируют дух тигра, властелина гор.

### Культовая мифология
Культовая мифология появилась в Корее под влиянием китайских религиозно-философских систем, в частности буддизма, даосизма и конфуцианства. Ещё в 372 году буддизм стал официальной религией в корейском государстве Когурё. Многие из древних богов и духов вошли в буддийский пантеон и были переосмыслены. Даосизм получил популярность в VII веке, оставив заметный след в народном мировоззрении и искусстве.

## Персонажи
- Вонгви — злые духи, призраки погибших насильственной смертью людей
- Имуги — морской змей
- Йондон — домашний дух, который следит за порядком в доме
- Мименгви — злые духи, которыми становятся погибшие люди или же холостяки, которые не оставили потомков
- Пульгасари — добрый дух, защищающий от плохих снов
- Тхеджагви — дух умершей от оспы девочки, что предсказывает будущее
- Хаэчи — львинообразное существо, защищает обиженных
- Чхоллима — крылатый конь[3]
- Кумихо – девятихвостый лис.